# 猪苗代拡幅
猪苗代拡幅（いなわしろかくふく）は、福島県耶麻郡猪苗代町にある国道49号の改良区間である。

## 概要
- 起点：耶麻郡猪苗代町壺楊字南浜
- 終点：耶麻郡猪苗代町長田字大堰
- 全長：7,300m

猪苗代湖北岸の観光地周辺の混雑解消のために磐越自動車道猪苗代磐梯高原インターチェンジとそれに接続する国道115号とのアクセス改善のために1988年度より拡幅事業が行われた区間である。また、この東側で並走する磐越自動車道磐梯熱海インターチェンジから猪苗代磐梯高原インターチェンジにかけての区間は、福島県内の高速道路のインター間において最も通行止め回数が多い区間であり（5年間で103回）、通行止めによる迂回車両により国道49号が混雑する頻度が高いこと、道路幅員が十分に確保されておらず、路肩に除雪された雪が車道にはみ出し大型車両のすれ違いに支障をきたしていること、金曲地区の集落内を通過する区間において路肩幅員の不足により歩行者の安全な通行、特に町立月輪小学校へ通学する児童の安全性が確保されていないことから、1995年度に事業延伸され、全体で7,300mの道路改良が行われており、そのうち計2,990mが供用されている。

## 沿革
- 1988年度 - 終点側、中小松～長田の区間が事業化される。
- 1995年度 - 起点側、壺楊～中小松の区間が事業延伸される。
- 1996年度 - 中小松～長田のうち、堅田地内の国道115号接続部周辺、1,080mが4車線供用される。
- 2005年度 - 壺楊～中小松のうち、金曲バイパス区間、1,080mが開通供用される。
- 2013年
  - 11月28日 - 長田地内の400mの現道改良区間が完成供用される。
  - 12月13日 - 壺楊地内の430mの現道改良区間が完成供用される[2]。

## 道路施設
月輪大橋
（長瀬川）
松の橋
- 全長：9.5m
- 幅員：8.6m
- 竣工：1962年[3]

中小松字三百苅乙に位置し、猪苗代湖にそそぐ小河川を渡る。上流側(上り線側）に人道橋が架設されている。
竹の橋
- 全長：21m
- 幅員：7.8m
- 竣工：1961年[4][5]

竹の橋側道橋
- 全長：21m
- 幅員：1.9m
- 竣工：1978年

堅田字入江村前、字入江欠前に位置し、新田堀を渡る。上流側（上り線側）に人道橋が架設されている。
梅の橋
- 全長：34.65m
- 幅員：14.5m
- 形式：単径間PCT桁橋
- 竣工：2016年

（旧）梅の橋
- 全長：21m
- 幅員：8.6m
- 竣工：1962年

（旧）梅の橋側道橋
- 全長：21.0m
- 幅員：2.0m
- 竣工：1980年

堅田字小黒河岸から磐里字仁蔵に至り、一級水系阿賀野川水系小黒川を渡る。旧橋梁の上流側に後に人道橋が架設され、さらに上流側に隣接して当区間の整備事業に伴い現在の橋梁が新たに架設され、橋梁が3本並ぶ形になっている。

## 沿線
- 猪苗代湖
  - 志田浜
  - 天神浜
  - 白鳥浜
- JR磐越西線猪苗代湖畔駅